# Núcleo de Arqueologia Cerca da Vila

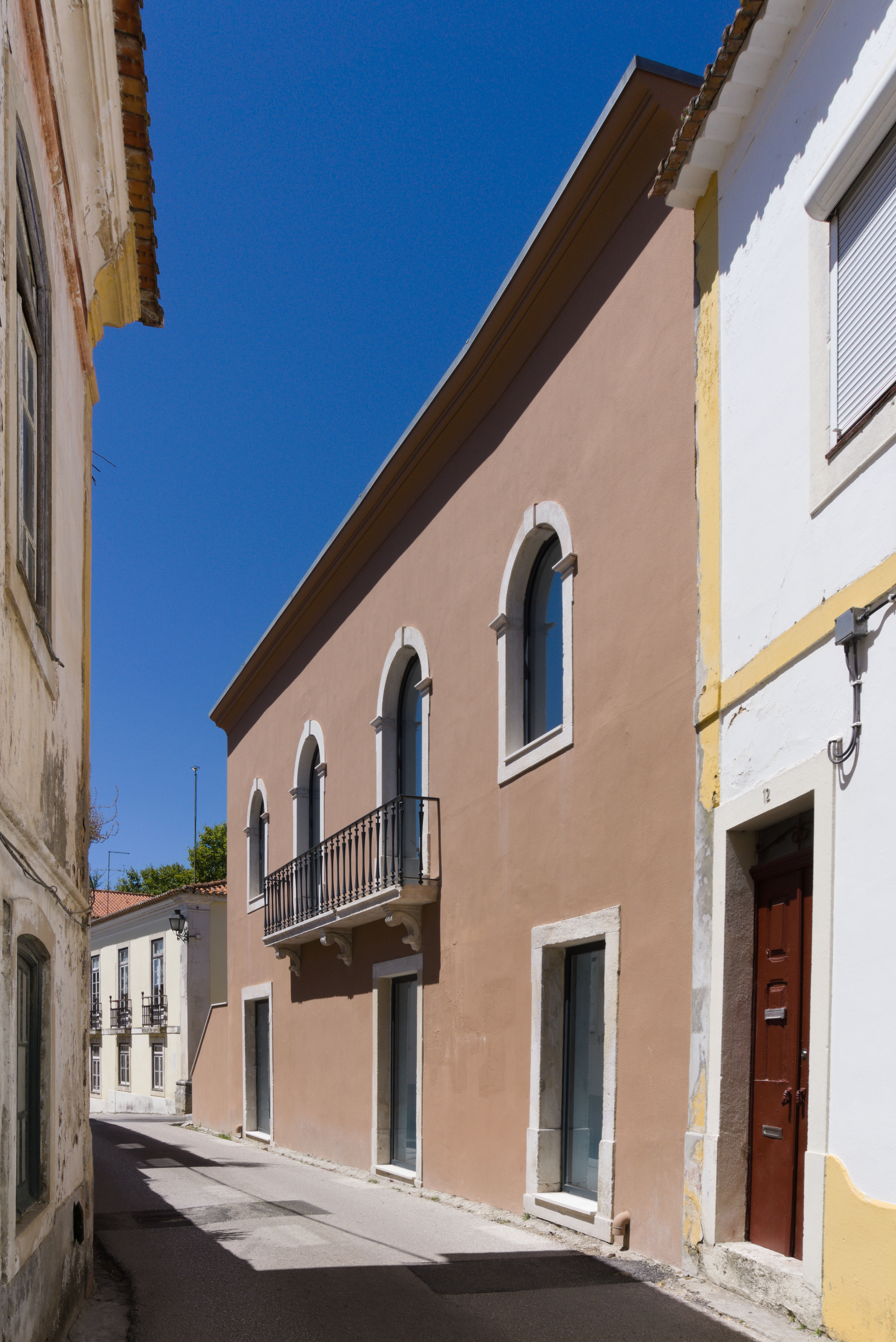
Núcleo de Arqueologia Cerca da Vila

O Núcleo de Arqueologia Cerca da Vila é um museu localizado na cidade Torres Novas, Portugal. É propriedade da Câmara Municipal de Torres Novas e está instalado no Prédio Alvarenga. Trata-se de um museu dedicado à divulgação de achados arqueológicos encontrados na região envolvente desde a pré-história até à idade média.

## Historial
O Prédio Alvarenga foi construído no início do século XIX pela família Alvarenga e é um exemplar de arquitectura de construção tradicional em adobe.  A câmara Municipal de Torres Novas adquiriu o imóvel em 2015 e inicia o seu processo de reabilitação.  A reabilitação do edifício implicou a sua reconstrução, tendo o edifício original sido convertido no novo Núcleo de Arqueologia Cerca da Vila. O nome resulta da proximidade com a muralha fernandina. O projeto de arquitetura do novo edifício é da autoria dos arquitetos Ricardo Tedim Cruz e Susana Barros Vilela do escritório de arquitetura Utopia. 
A inauguração do museu ocorre a 8 de julho de 2024. O Núcleo de Arqueologia ficou assim integrado na rede de núcleos do Museu Carlos Reis e tutelado pela Câmara Municipal de Torres Novas.

## Colecções
O museu possui atualmente todos os achados da região ligados à linhagem neandertal, e toda a sua relação com a Paleoantropologia e a Arqueologia paleolítica. Os achados percorrem todo o sistema Cársico associado à nascente do Rio Almonda. Um dos achados mais relevantes apresentado é o fóssil de um crânio humano de há cerca de 400 mil anos, o crânio mais antigo alguma vez descoberto em Portugal.

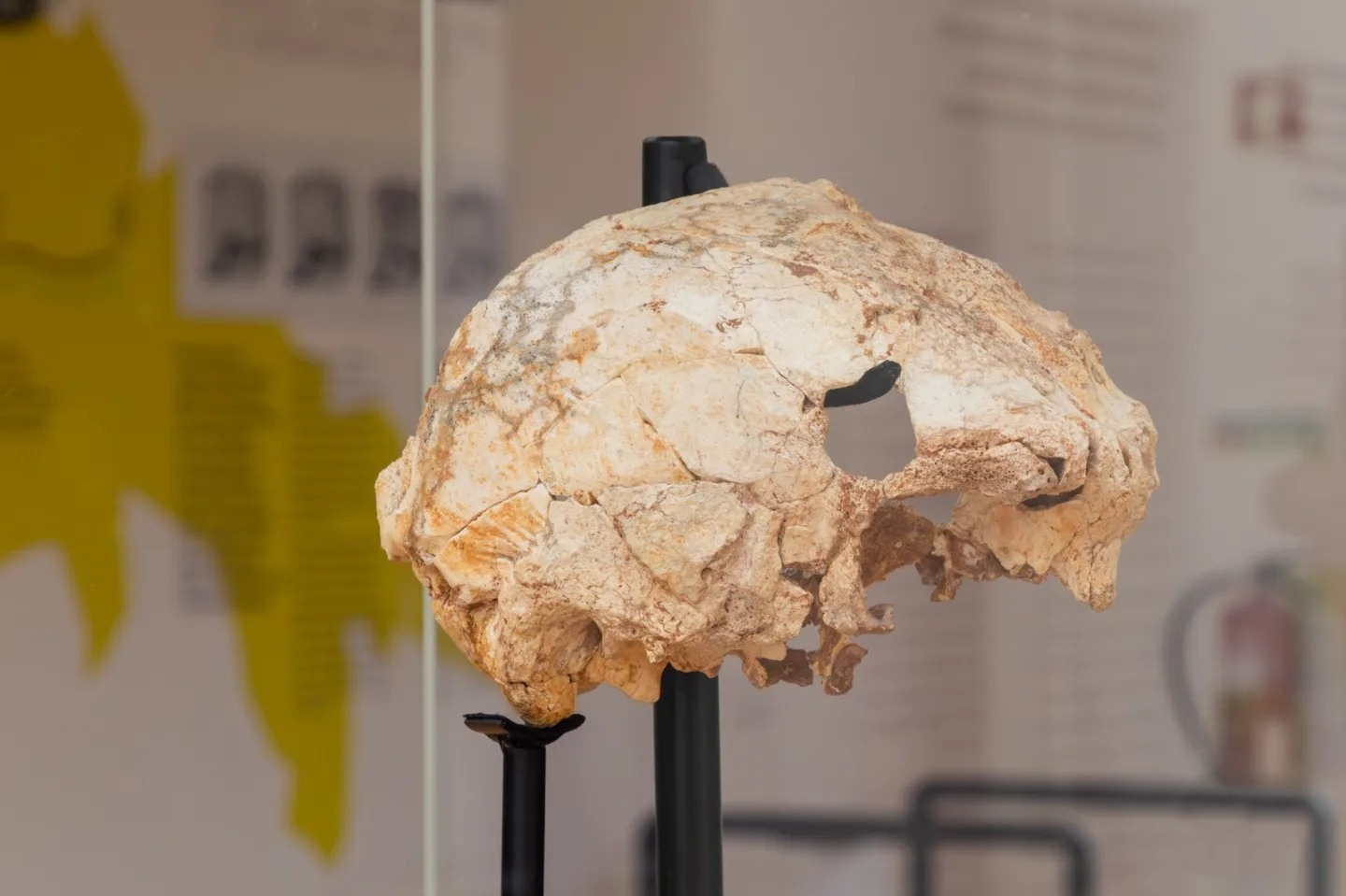
Skull with 400 000 years discovered in Torres Novas